# Timur Kulibayev
Timur Askaruly Kulibayev (em cazaque:  Тимур Асқарұлы Құлыбаев, nascido em 10 de setembro de 1966) é um oligarca empresarial cazaque e genro do ex-presidente Nursultan Nazarbayev.
Kulibayev ocupou vários cargos em importantes empresas estatais que administram os recursos naturais do Cazaquistão e tem imensa influência sobre a indústria de hidrocarbonetos do país. Ele é o ex-chefe do Samruk-Kazyna (fundo soberano do Cazaquistão) e membro do Conselho de Administração da empresa Gazprom de 2011 a 2022. Em 2020, o Financial Times informou que Kulibayev estava envolvido em esquemas para desviar pelo menos dezenas de milhões de dólares de contratos que o estado do Cazaquistão assinou para a construção de oleodutos.
Em julho de 2022, ele tinha um patrimônio líquido estimado em US$ 3,7 bilhões. Kulibayev foi chamado de "a figura empresarial mais importante" na República do Cazaquistão pelo The Daily Telegraph.